# Leptoria phrygia
Espèce
Statut CITES
Leptoria phrygia est une espèce de coraux appartenant à la famille des Merulinidae ou à la famille Faviidae.